# Comitat de Split-Dalmatie
Le comitat de Split-Dalmatie (en croate Splitsko-Dalmatinska Županija) est un comitat de Croatie couvrant la partie sud de la Dalmatie. Le chef-lieu est Split, deuxième ville de Croatie par sa population.

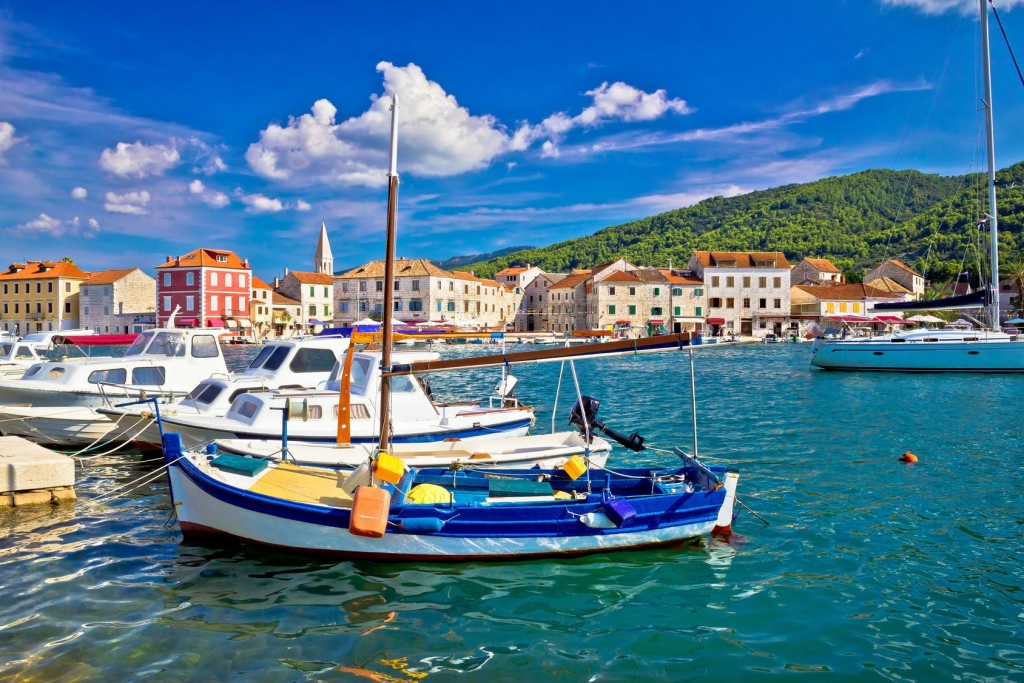
Vue sur la baie.

## Division administrative
- Ville de Split (Spalato, siège du comitat)
- Ville de Hvar (Lesina)
- Ville d'Imotski
- Ville de Kaštela
- Ville de Komiža
- Ville de Makarska (Macarska)
- Ville d'Omiš (Almissa)
- Ville de Sinj (Sign)
- Ville de Solin
- Ville de Stari Grad
- Ville de Supetar
- Ville de Trogir (Trau)
- Ville de Vis (Lissa)
- Ville de Vrgorac
- Ville de Vrlika
- Municipalité de Baška Voda
- Municipalité de Bol
- Municipalité de Cista Provo
- Municipalité de Dicmo
- Municipalité de Brela
- Municipalité de Dugi Rat
- Municipalité de Drašnice (pas une municipalité)
- Municipalité de Dugopolje
- Municipalité de Gradac
- Municipalité de Hrvace
- Municipalité de Jelsa
- Municipalité de Klis
- Municipalité de Lećevica
- Municipalité de Lokvičići
- Municipalité de Lovreć
- Municipalité de Marina
- Municipalité de Milna
- Municipalité de Muć
- Municipalité de Nerežišća
- Municipalité d'Okrug
- Municipalité d'Otok
- Municipalité de Podbablje
- Municipalité de Podgora
- Municipalité de Podstrana
- Municipalité de Postira
- Municipalité de Prgomet
- Municipalité de Primorski Dolac
- Municipalité de Proložac
- Municipalité de Pučišća
- Municipalité de Runovići
- Municipalité de Seget
- Municipalité de Selca
- Municipalité de Sućuraj
- Municipalité de Sutivan
- Municipalité de Šestanovac
- Municipalité de Šolta
- Municipalité de Trilj
- Municipalité de Tučepi
- Municipalité de Vinišce (pas une municipalité)
- Municipalité de Zadvarje
- Municipalité de Zagvozd
- Municipalité de Zmijavci